# Jurij Ljubimov
Jurij Petrovitj Ljubimov (ryska: Ю́рий Петро́вич Люби́мов), född 17 september 1917 i Jaroslavl, död 5 oktober 2014 i Moskva, var en rysk teaterregissör, skådespelare och pedagog. Han utnämndes till Ryska federationens folkartist 1992. 1952 erhöll han Stalinpriset av andra graden, och 1997 Ryska federationens statliga pris. Jurij Ljubimov var en av den ryska teaterns reformatorer och en av de främsta inom den ryska teatervärlden.

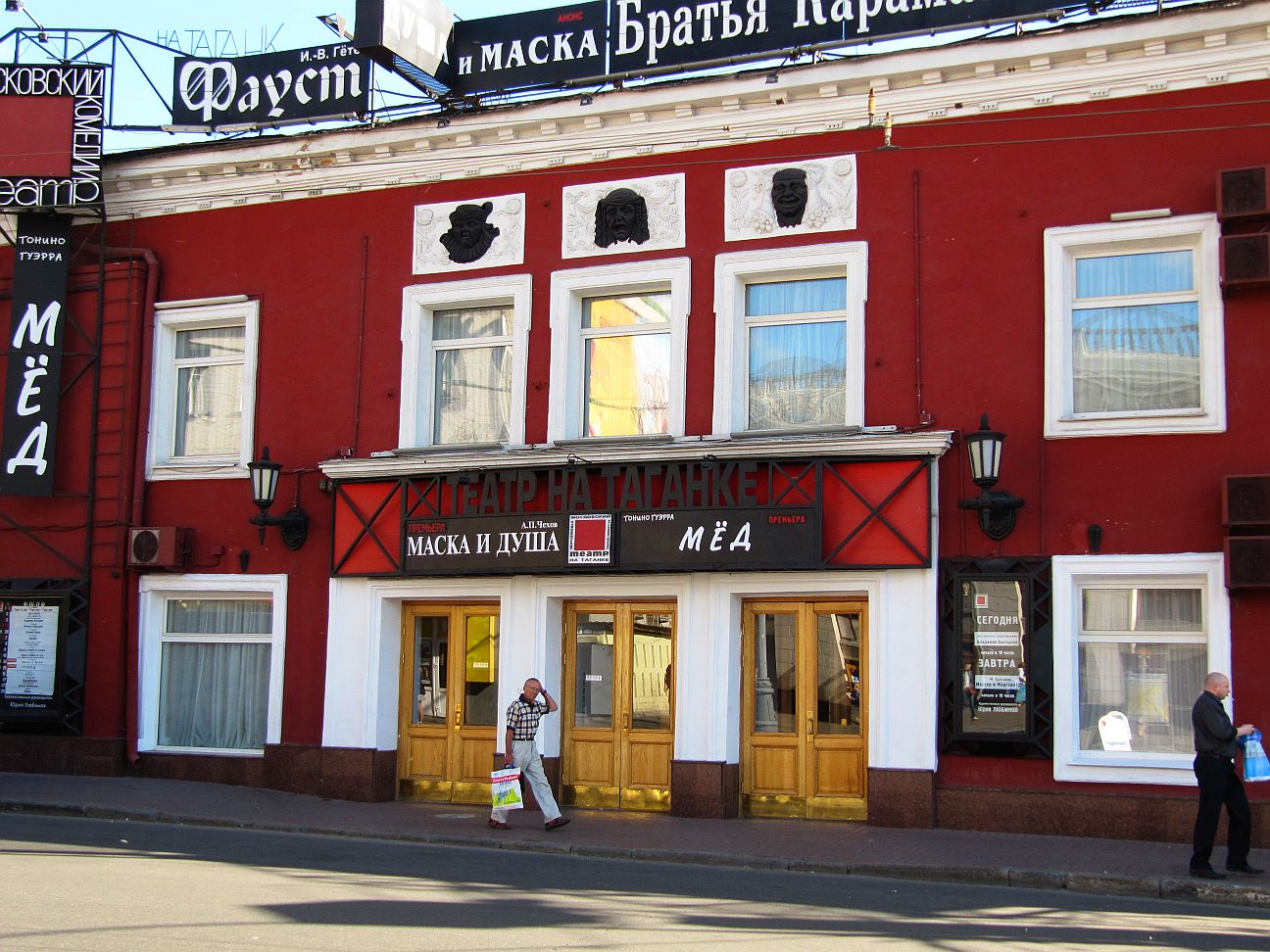
Tagankateatern

## Teater

### Regi (urval)
- 1988 – Mästaren och Margarita av Michail Bulgakov, Dramaten